# 古武道

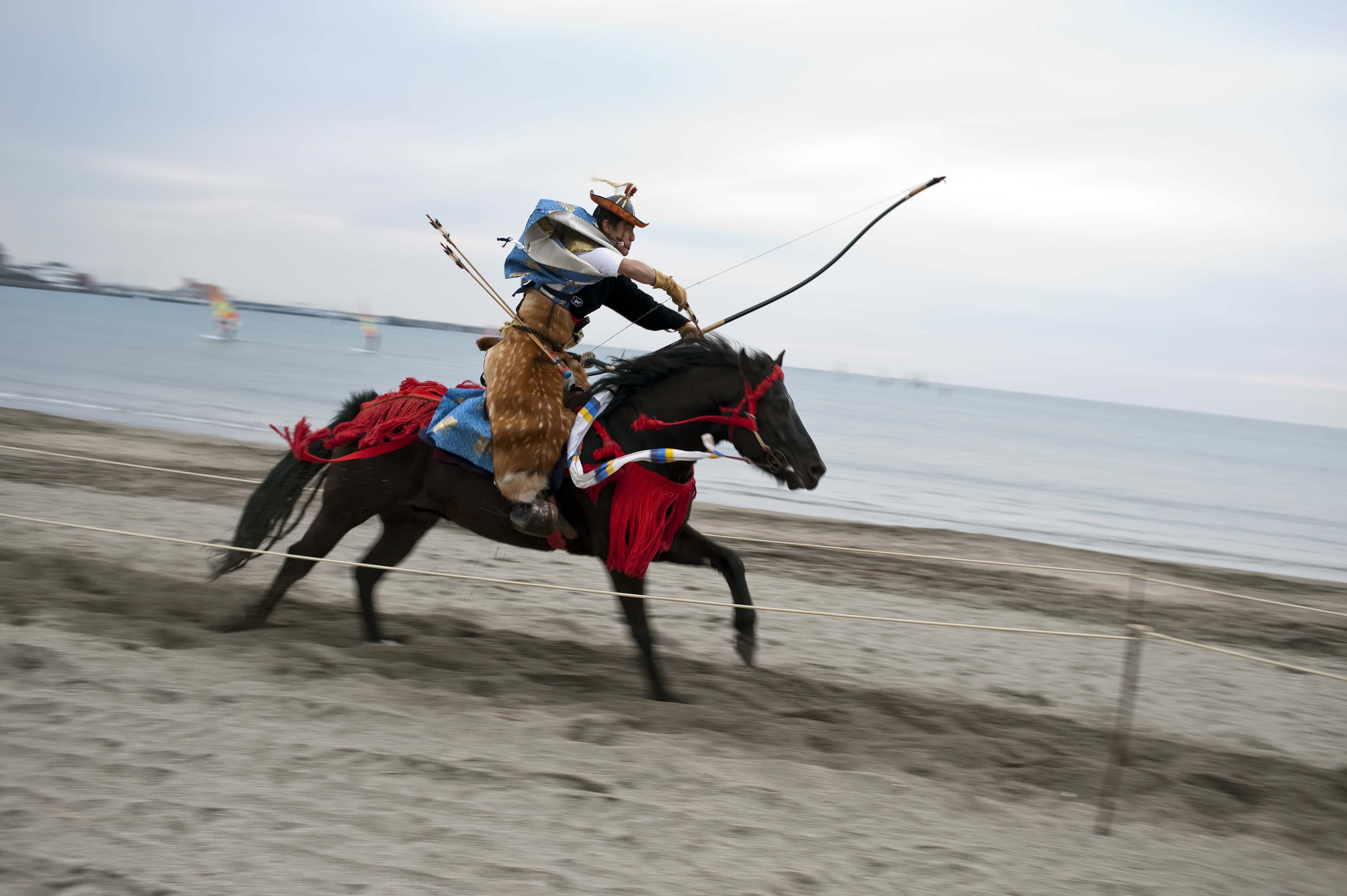
流鏑馬（武田流）

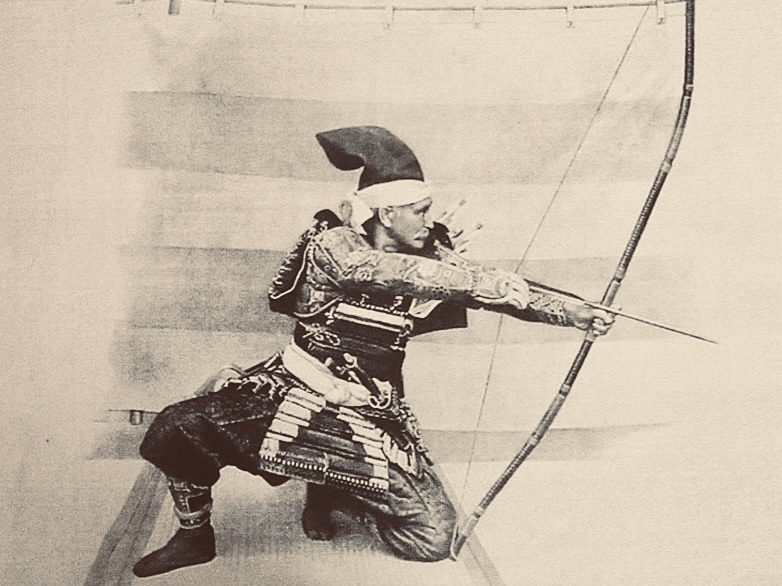
弓術（日置流）

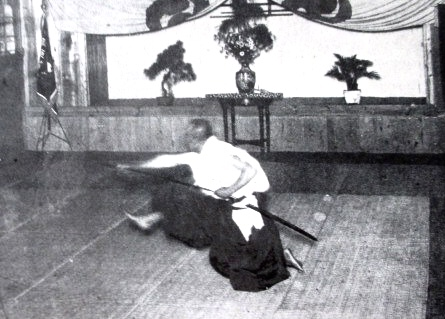
居合術（無雙神傳英信流）

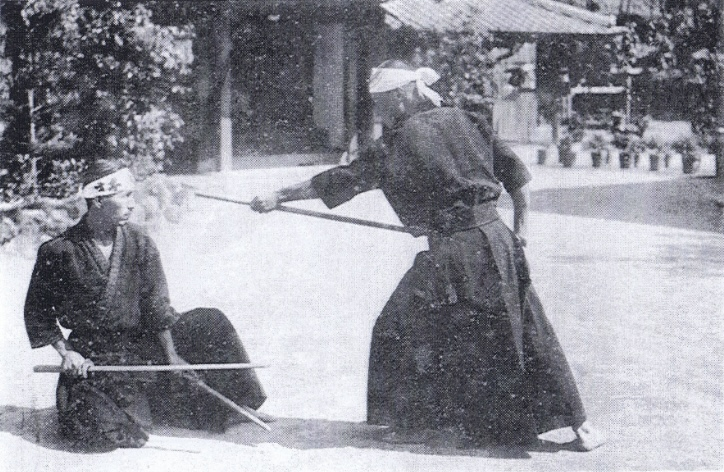
杖術（神道夢想流）

古武道（こぶどう）とは、"明治維新以前に成立した武芸（武士を中心として発展した技芸）のうち、技術化・体系化されたもの"、すなわち、室町時代から剣術、柔術、槍術、弓術、砲術などがそれぞれ様々な流派として技術化・体系化されていったため、一部（家伝や言い伝えを含む）古代・中世前期発祥とされる流派を除き、概ね室町時代以降の武芸を指す。明治時代以降、武道という総称が確立し、現代武道と明確に区別する場合に古武道と呼ばれるようになった。日本の伝統的な、徒手もしくは鈍器や刃物、火器などの武具の使用法や、水泳、乗馬など戦闘に関わる技術を体系化したものの総称。日本の伝統芸能の一つにも数えられる。日本武術、古流武術、古武術もほぼ同義。武芸、武術、兵法などの類義語もある。対義語は現代武道。
現代武道が体育的見地からの心身の鍛錬を目的とし、スポーツ系統の競技試合を重視して技術の体系を構築しているのに対し（例：柔道、剣道）、古武道は基本的に試合での勝敗を目的とせず（流派によっては他流試合を禁じていた）、合戦・決闘・護身や、戦闘で使命を果たすための心身鍛錬が本来の目的とされていた。そのため、危険であるとして現代武道から除かれた技法や各種の隠し武器、薬方、呪術が流派によっては含まれている場合がある。
相撲は、現代武道の一つには数えられているものの、江戸時代以前の相撲は古武道に含まれるかというと、決して明瞭ではない。ただし武家相撲は、相撲の中でも最も古武道の定義に重なった形態と言える。
琉球古武術や空手は、古武道として分類されたり古武道団体に所属していることもあるが、これらは中国武術からの影響が大きい琉球王国独自の武術であり、本土のそれとは異質な技術体系を有しているため、本項で定義する古武道とは別個として考える。

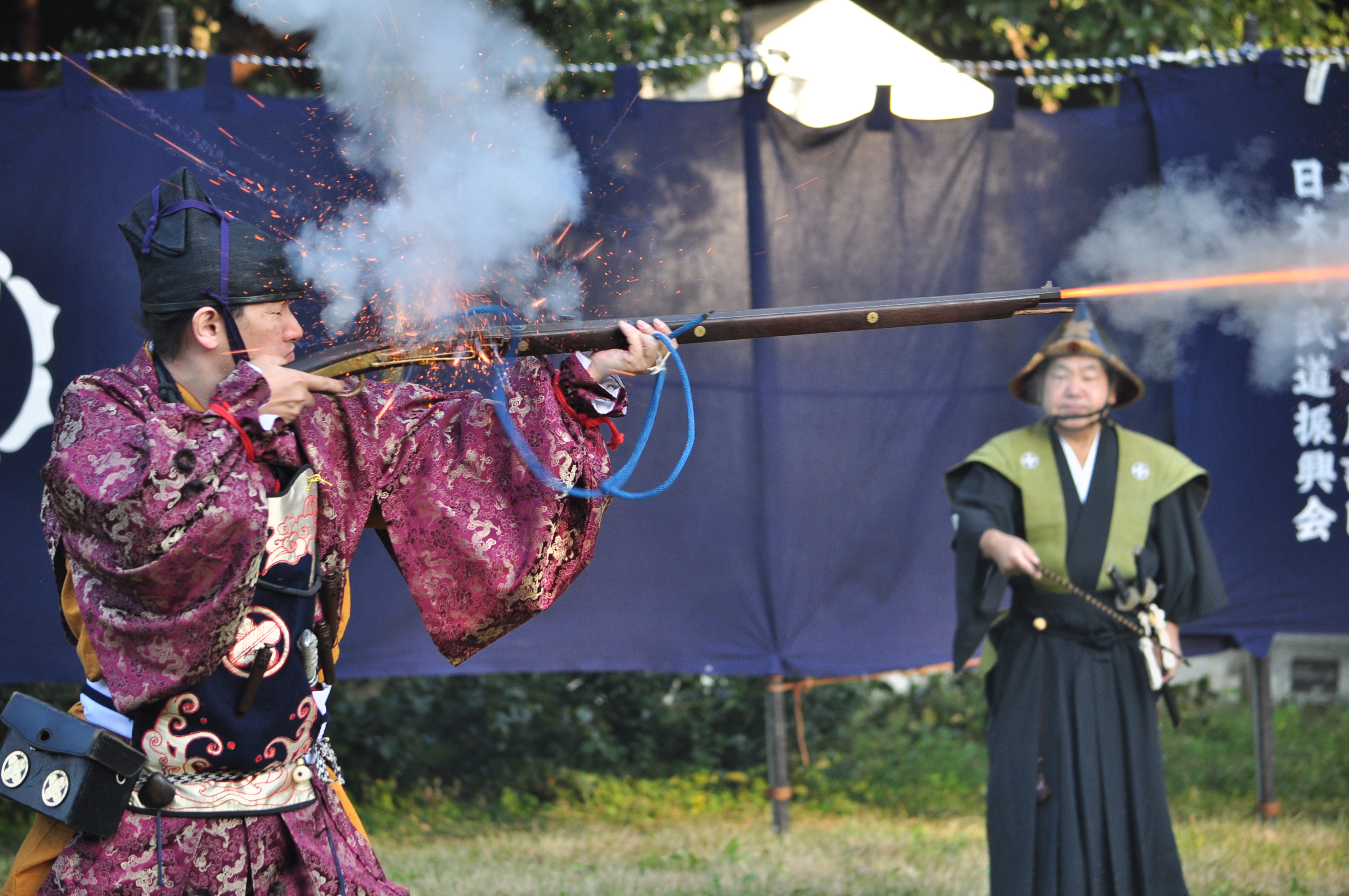
砲術（森重流）
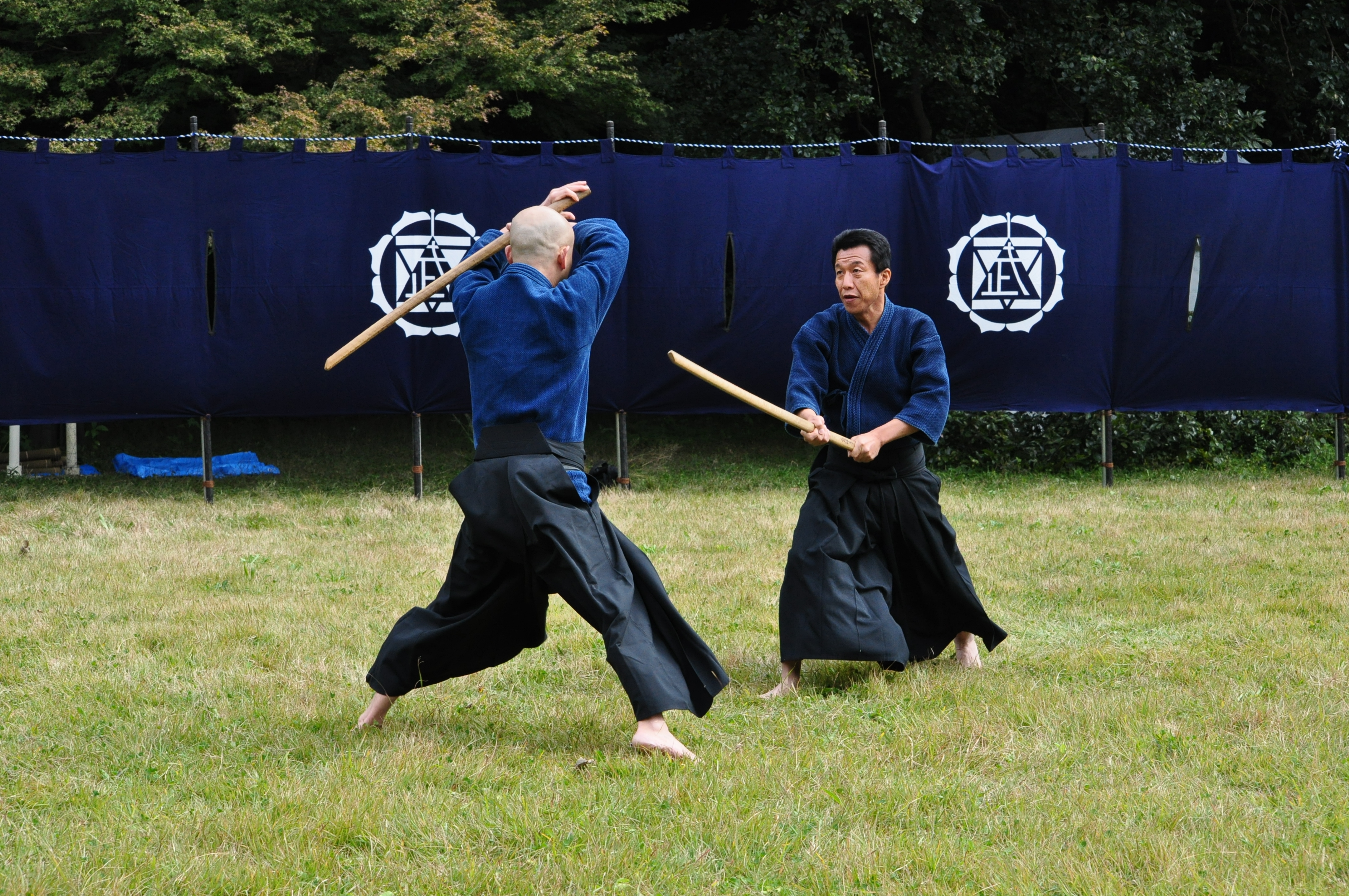
剣術（天真正伝香取神道流）
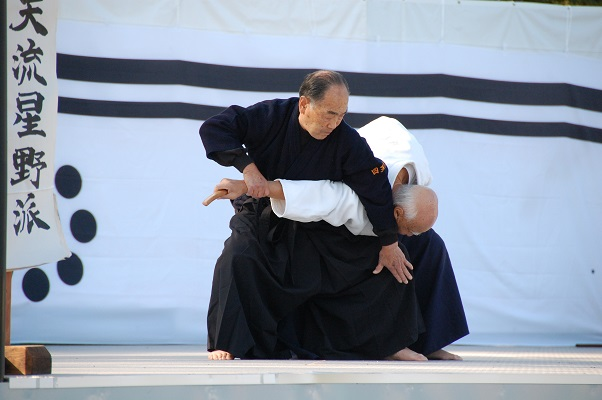
組討（四天流）

## 概要
古武道は、戦闘技術という大義名分のもと、一種の教養・学問・芸能として、古来からその価値が認められており、武家文化の担い手として重要な役割を果たしてきた。神道、仏教（禅宗・密教）、儒教、道教などの宗教観が武技の根幹である生体力学と融合し、武士の生活規範である「武士道」の中核を支えた。
理想を古典的な形（型）に求めそれを重視し保守する姿勢を「雅」とし、古典的な形に囚われず新たな形を創造する姿勢を「俗」とするならば、古武道は、古典的文芸や能楽の影響を受けて、戦闘という極端な「俗」を脱して「雅」の性格が付与されており、「道」としての文化的価値を見出している。
入門時の血判や起請文などに示されるように、古武道は厳格で格式高い閉鎖的・排他的な様相を呈することが多い。しかしその一方では、単に武士が藩校などで学ぶ義務教育の一環として、あるいは農民や町人が余暇に嗜むレクリエーションとして（ただし禁令が出されたこともある）といった、現代でいう学校体育や趣味に近いような敷居の低い一面も認められた。
武士の表芸は、遠戦術の弓術から、白兵戦術の薙刀術、槍術、剣術へと時代ごとに変化した。古武道の定義である室町時代以降の武芸では、兵法三大源流をはじめとする剣術が表芸となっていった。

## 歴史

### 古代

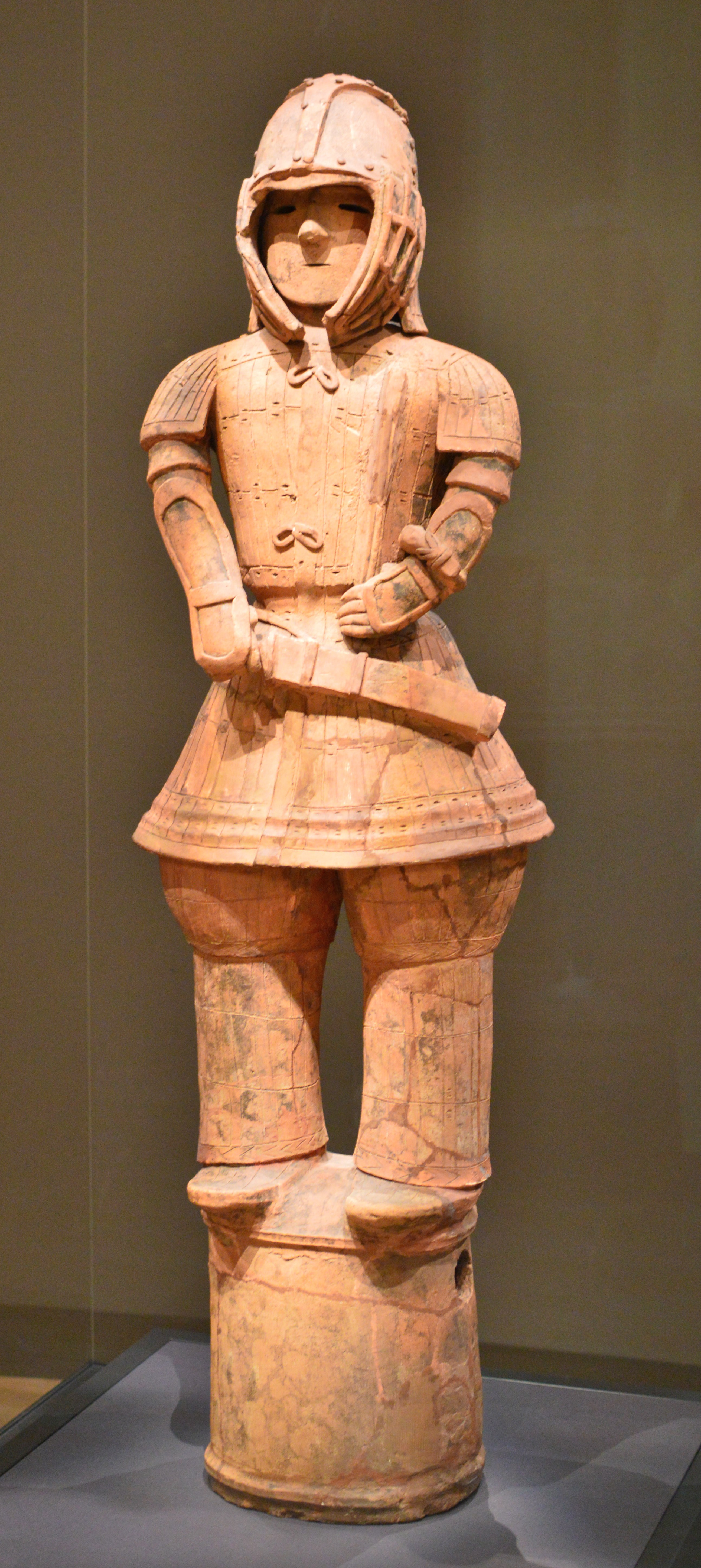
『埴輪 挂甲武人』（古墳時代）

弥生時代の鎧、剣、矛、鏃、弓、埴輪などの出土品や、『古事記』、『日本書紀』などの日本神話に剣、矛、刀、弓など武器の記述があることから、なんらかの武技は存在していたものと思われるが詳細は不明である。古墳時代の埴輪 挂甲武人は甲冑を身につけ、弓と太刀を装備している。また太刀は左腰に下げている。和人側の記述から蝦夷は狩猟で培った騎射を主体に、蕨手刀のような刀剣も使用しており、取り扱うための武技もあったと推察されるが詳細は不明である。騎射については俘囚を通して和人に伝わると、武士により戦闘技術として洗練されていったとされる。
『日本書紀』では当麻蹴速と捔力（すまひ）で勝負した野見宿禰が蹴り技の応酬で戦い、最後は倒れた蹴速が宿禰に腰を踏み折られて死んだという記述があり、この時代の捔力が相撲の起源とする説もある。これは現代の相撲（大相撲、アマチュア相撲）とはルールが異なるものである。『日本書紀』の天智天皇紀には、7年秋7月「于時近江國講武」すなわち近江国で武を講じたとある。
また『古事記』などの思想的、文化的な視点から、弓矢が威儀を示す行装として重い位置を占めていたと考えられ、その日本古代からの弓矢への威徳の思想と、中国の弓矢における「射をもって、君子の争いとなす。」という射礼思想礼から、朝廷行事としての「射礼」の儀が誕生した。その後の武家時代には弓矢を通じた礼の思想がうまれ、やがて日本固有の武家思想と結びついていくことになる。

### 中世

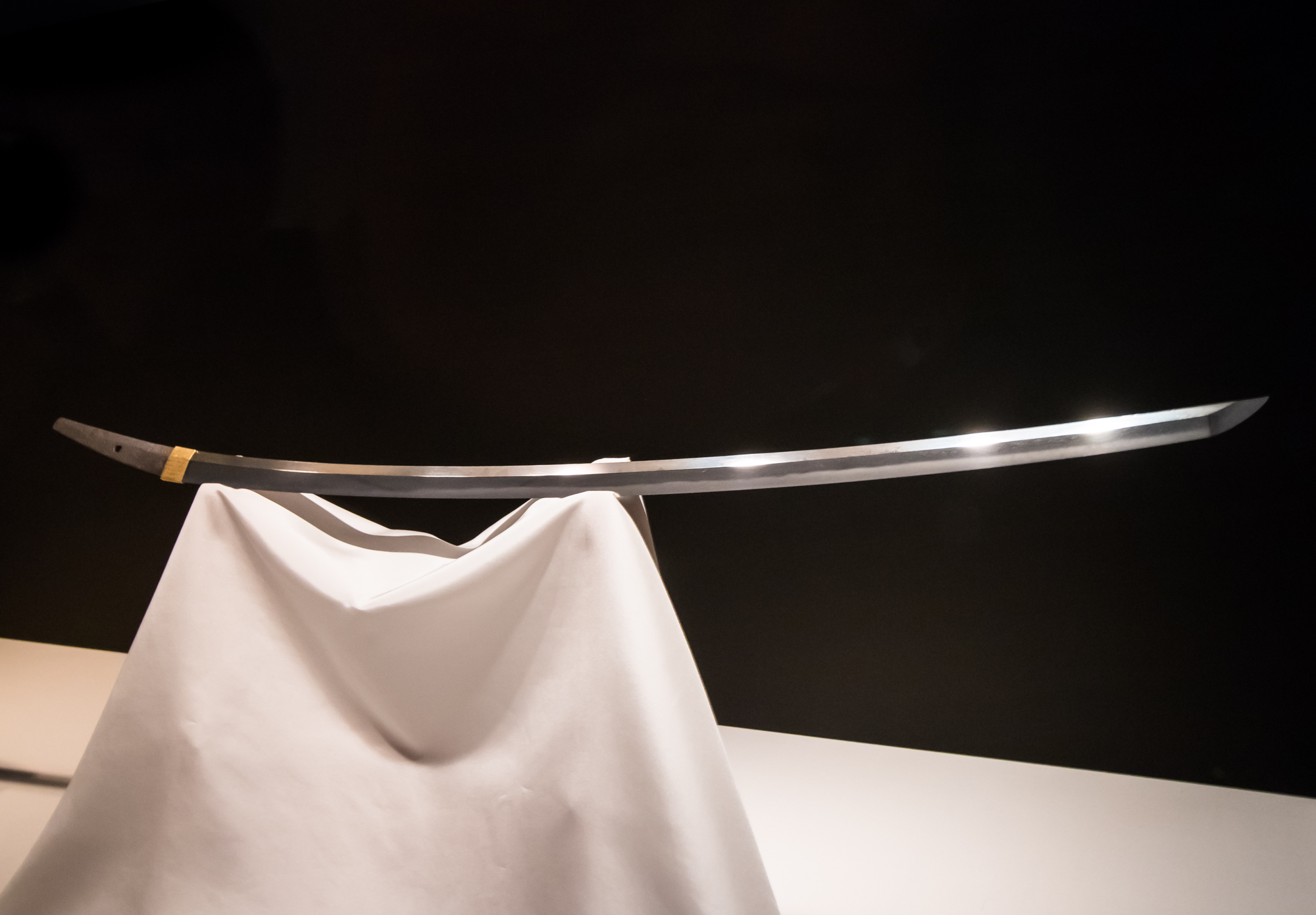
「天下五剣」のうちの一振り『童子切』（平安時代）

これまで日本を支配していた貴族に代わるように、武士が新たに台頭するようになる。合戦の主役は弓であると同時に中世全期を通した武士の象徴であったが、一方で時代が下るごとに白兵戦の比率が増えていき、その表武器も太刀（野太刀）・薙刀、さらに槍と変化していった。
また、合戦や抗争に依らずとも日常的に殺し合いが発生したといわれ、武士や貴族を始めとするあらゆる人々は些細なきっかけで激高し、武器を手に取って友人や部下を含めた人々を殺傷した。

#### 平安時代
『和名類聚抄』には『古布志宇知（こぶしうち）』という武術名が見える。
平安時代では一騎討ちが基本であり、騎射により矢を打ち合う「矢戦（やいくさ）」から始まり、矢が尽きると接近して太刀や薙刀などの打物で戦う接近しての馬上戦に移行、最後は相手の首を取るためは馬を下りて戦う「歩戦（かちいくさ）」で勝敗を決した。このためあらゆる間合いで戦う技能が必要となった。

#### 鎌倉時代
武士の道（武芸）は弓術と馬術を基本とする「弓馬の道」とされ、騎射三物のような鍛錬法も編み出された。この時代でも合戦は騎射で始まるが、元寇を描いた絵では騎兵を密集させ集団で突撃する様子もあり、集団戦も考慮されるようになったと考えられている。
曾我兄弟の仇討ちで有名な『曽我物語』などでは、現代の相撲と異なる武芸としての相撲が武士により行われたことが記述されている。この武家相撲は後に廃れ、相撲伝書や江戸時代初期の関口流柔術の伝書などにうかがえるのみである。

#### 室町・戦国時代
いわゆる兵法三大源流（陰流、神道流、念流）が興った。なかでも神道流の祖・飯篠家直は、それまで決まった形の無かった日本武芸の世界に百般に亘る形の原型を創ったことから、「日本兵法中興の祖」とされている。またそれらの影響を受け新陰流や新当流、一刀流、中条流等が派生して一挙に剣の道が広まった。柔術系の武術としては竹内流が成立した。他の武芸についても、能や歌のように芸とみなされ理論の確立や深化が進められた。武芸を専一に行う兵法家の道を歩む者たちが現れ、武者修行が隆盛した。また彼らのなかには自流を上覧に供したものもいた。

### 近世

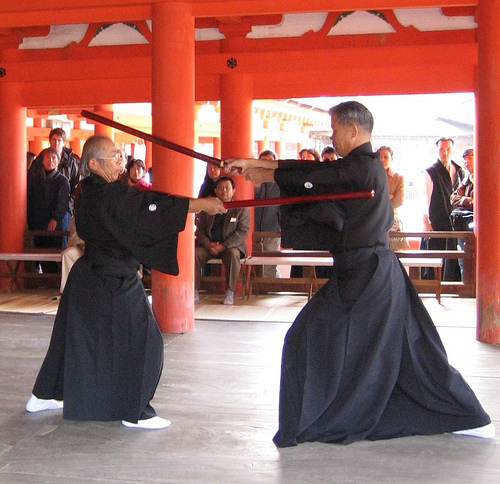
柳生新陰流

武術の様々な流派は、戦国時代において形成されたものは少なく、多くがむしろ戦乱の収まった江戸時代に発展した。幕藩体制のなかで各藩は指南役を設けたり、特定の流儀を御流儀（御留流）として指定するなどした。

#### 江戸時代
江戸幕府成立により断続的に起きていた内戦が収まり、初期においては未だ戦乱期の気風が残っていたものの、その後約250年にも亘る平和な時代へと突入していくことになる。
戦闘技術は武士道の理念や禅宗・密教の思想と密接に繋がり（例：剣禅一致）、武術が人を殺めるための「術」ではなく、人格形成のための「道」として本格的に捉えられていくようになった。文武の両面が融合したことで「武道」の基本的概念が確立し、古武道は理想的武士像形成の手段として研究・習得されるようになる。また流派の細分化や芸道化がより顕著に見られるようになり、それまでにあった戦国の香り残る殺伐とした武骨な流派にも礼法が積極的に摂取され、所作も洗練されるなどして、様式化がなされていった。
しかしながら各流とも相互の交流を試みることなく、むしろ他流試合を厳禁して封鎖的、排他的であった。その弊害として、行き過ぎた形式主義に流れて一部で華法化（華美化）も見られるようになった。そこで18世紀半ば、華法化の流れを断ち切るかの如く現れたのが、剣術における打ち込み稽古であった。この方向性は他の武芸にも波及し（柔術や槍術における乱取り・地稽古の導入など）、理論・技術研鑽の気運が高まった。そして松平定信による寛政の改革もまた、その気運を大きく伸長発展させた。江戸市中の文武師家に書上（調査・報告）を命じ、内容のいかがわしいもの、技術の未熟なものに指南の禁止を命じたり、諸士の武芸上覧を復活させるなどした。また一方で武術は武士以外にも積極的に開放され、町人や農民にとって余暇の楽しみともなり、都市部や農村地帯で広く行われるようになった。ただしこれに対して、幕府は関東取締出役を設置した1805年（文化2年）に、農民間の武芸稽古を禁圧する令を出している。

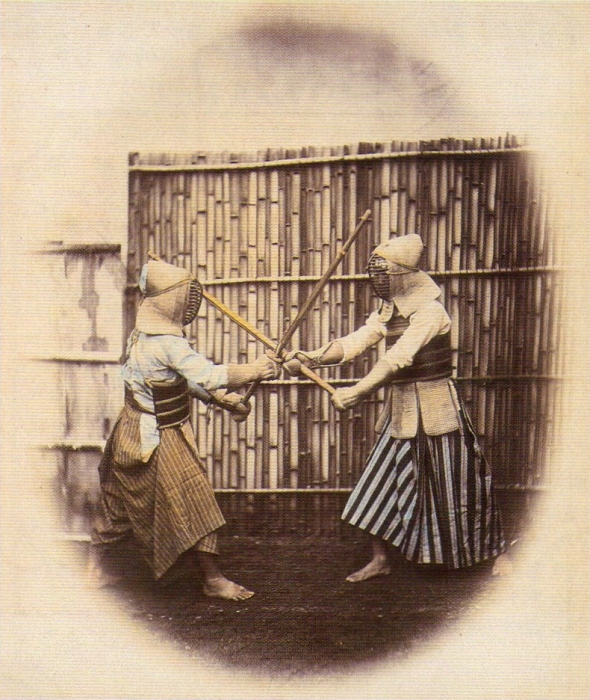
幕末期の剣術。稽古道具や試合方法が共通化していき、後の現代武道へと繋がっていく。（F・ベアト撮影）

19世紀になると、本土への外国船の接近が相次ぎ、武芸教育への関心が高まる。藩営の武芸稽古場・演武場を設置する所が増加したほか、全国で武者修行や他流試合、武術留学が流行し始め、各地の師範名をまとめた書物が発刊されるなどした。様々な流儀で交流が行われ、剣術や槍術、柔術などで打ち込み稽古が主・形稽古が従となっていき、稽古道具や試合方法が共通化していった。また、幕末の志士たちの多くが江戸の有名道場（江戸三大道場等）で学び、全国に人脈を広げていった例からわかるように、武術の道場は、学問所と同じように、ある意味サロン的な役目を果たすようになっていった。
このように様々な経緯を辿りながらも、「実力・地位・名声のある流派のみが生き残る」と言った「弱肉強食」的な競争原理は、他芸と同様に武芸分野においても働かず、樹形図状に流派は増加していき、その数は幕末までに数百（あるいは千）を越えたと言われる。

### 明治・大正時代

#### 明治維新後

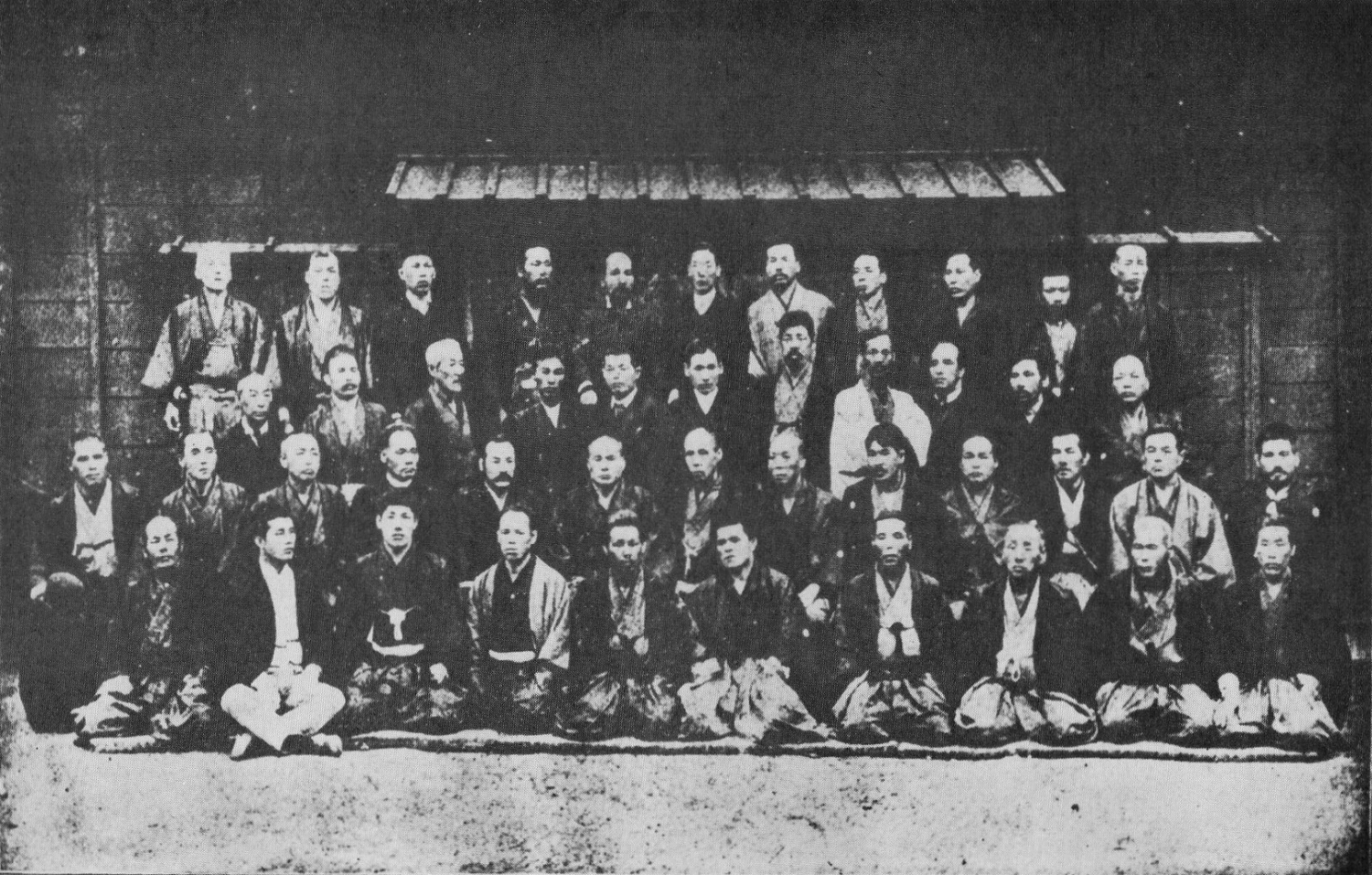
1888年（明治21年）頃の警視庁武術世話掛の集合写真

明治維新後、文明開化中で武術は時代遅れと断ぜられ衰退した。武術家たちは撃剣興行等の見世物興行を行い武術を振興しようとした。また反乱の起こす者もいたという。明治10年（1877年）の西南戦争で警視庁の抜刀隊が剣術を用いて白兵戦を優位に戦った影響により、その後警察に武術世話掛が創設され、絶滅の危機は脱せられたとされる。また、当初フランス式剣術を採用していた陸軍も後に日本式の軍刀術、銃剣術を制定した。しかし、兵器や戦術の進歩によって活躍の場は失われていった。

#### 現代武道の誕生

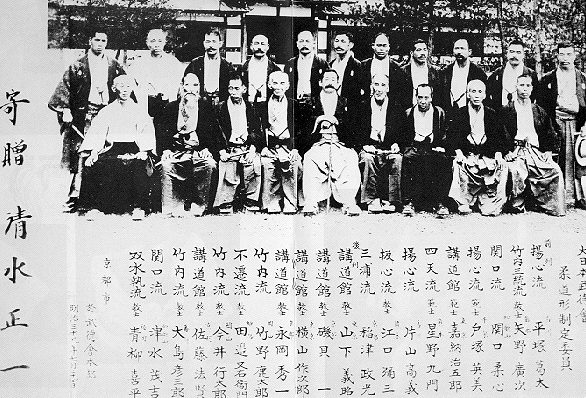
大日本武徳会・柔道形制定委員の集合写真

明治15年（1882年）、嘉納治五郎は新しく柔道を創設した。教育者であった嘉納の思想は後の武道家に強い影響を与えた。明治28年（1895年）には各種武道の総本山となる大日本武徳会が設立され、日本の武道界を統括するようになっていった。多くの地方流派が大日本武徳会に加盟して剣道や柔道を取り入れ、伝来の形、口伝、掟等の伝承が徐々に失われていった。
大正3年、警視総監の西久保弘道は、警察訓練所での講話『武道講話』（警察協会北海道支部 1915年）において武術の名称を「術」でなく「道」でなければならないとした。理由は、「術」という名は技術の上達のみに終始し、「礼儀」は無用と考えることになるのでよくなく、「武」は技術でないという観念を明確にするため、であった。大正8年1月29日、西久保は大日本武徳会の副会長と武術専門学校長になり、名称変更を主張。同年5月15日、常議員会で武術専門学校を武道専門学校に変更承認。同年8月1日、文部省認可。これ以後、武徳会各支部で「武道」を用いることとされた。その背景について、福島大学教授の中村民雄や筑波大学名誉教授の渡辺一郎らの研究によると、武術興行などを行い堕落した（とみなされた）武術と区別するために、教育的に有用な真剣な修行という意味で「武道」という名称を用いたのであるという。

### 昭和時代
第二次世界大戦（太平洋戦争）により、沢山の流派において継承者が戦死するなどの原因から失伝（伝承が途絶え、失われること）したという。また、昭和20年（1945年）日本の降伏後、連合国軍最高司令官総司令部（GHQ）指令により大日本武徳会は解散し、武道の組織的活動は禁止された（講和成立後の1953年に再興）。これにより、剣道が撓競技と名を変えたように、武道は戦闘技術色を払拭したスポーツとして復興を図ることとなった。

### 現代
現代に伝承されている古武道は、古式の形態を守りつつも時代に合わせて変化している例も多い。中には現代武道化したところもあるが、現代においても様々な形で受け継がれている。日本古武道協会や日本古武道振興会をはじめとして、多くの団体が古武道の保存・振興に力を注いでおり、都道府県や市町村の無形文化財に指定されている流派も少なくない。近年では、インバウンドの増加により自国の文化を再び見つめ直す動きが各界で表れはじめている中、情報技術の発達も相まって、古武道の認知度は徐々に回復しつつある。それに付随するようにして国内外からの関心は高くなり、数千人規模の門人を抱える流派や、海外に複数の稽古場を持つ流派も少なくない。また武術研究家・甲野善紀らによって、古武道の古式な身体運用を介護現場や現代スポーツに応用させる取り組みも行われており、注目を集めている。
しかし現在でも一子相伝とされるような小さな流派では、大々的に道場を構えたりせず一族だけで伝承されてきているため、時代状況の移り変わりの中で、次の世代に継ぐべき人間がいなければ容易に途絶えてしまう。流儀を宣伝することがないので、極端な例では親族の葬儀に参列してはじめて「なにやら一族の武術があって、亡くなった人はその継承者だった」ことを知るなどの事例も聞かれる。また伝承方法に関する問題もあり、形骸化も危惧されている（詳細は#宗家・家元を参照）。
加えて近年では、剣舞との混同や、漫画、アニメ、ゲームなど一部サブカルチャーに見られる歪曲された日本文化像・殺陣の影響などから、魅せることに特化した全く異なる技術・創作武術（場合によっては捏造流派）が、"本来の古武道"として若者や外国人に誤解される事例があり、その錯綜も懸念される。なお1990年代以降、オカルトブームやサブカルチャー隆盛（オタク文化）の影響から、古武道も中国武術と同様に空想的・超自然的な方向に傾き、そういった嗜好を持った者に対して門戸を広げた節がある。

## 古武道における「形」

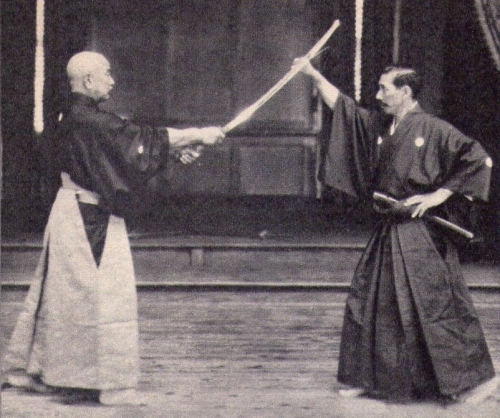
剣道形を演武する中山博道（右）と高野佐三郎（左）

古武道では形稽古を基本とし、永い歴史の中で生死の境を踏み越えて行じてきた先人の「術技の集積」「心の集積」である形を繰り返し稽古することによって、心身の鍛錬を目指す。
形は、流行や世相、また個性や欲をも超越した、無色無臭な文化的所産であり、数百年あるいは数千年にもわたって変化することなく継承され得る、非物質的な記憶媒体である。そこに物理的劣化や機能的劣化（陳腐化）は存在しないため、「古〈いにしへ〉を稽〈かむがへ〉る」こと（→稽古）を可能にさせている。

### 趣旨
その趣旨は、
と記されるように、運動技術を定型化することによって、合理的に、無駄なく、確実な伝授を可能とさせることである。
形稽古には「守破離（真行草）」の理念があり、その終着として「離（草）」によって新流儀の勃興や精神性への移行を促す。古武道においては、初伝にはじまり、極意秘伝に至ることにおいて、形の姿は表の域から奥の域に達する。さらにその先の概念として、"「わざ」は無と化し、超越されて精神の域に至ること"を至極とすることを、各流派の目録・兵法書等の伝書が示唆している（禅宗の影響が大きい）。「わざ」の稽古にはじまり、「わざ」を自らの内に修め、無の境地へと向かっていく。そこに無への志向性と「わざ」を修める内面性との合致という特徴が析出される。つまり、形に付随して道理・理合いを求める心的要素が育成され、「わざ」の上に品位・人格を備える道筋ともなっている。
なお平和な江戸時代においては、短慮、血気に走るということは、自分の一身のみならず家や藩を滅ぼすことにもなりかねないため、むしろ気を沈めることが重視され、武士として大切なのは 「閑かな強み」を備えるものだというように武士道が転換していった。そうした中で、形の意義として、気の沈静化、沈着冷静という要素が望まれるようになった一面がある。
形の姿として、初伝がその流儀の基本を習得するために練られたシンプルかつ変化に富んだ形であり、中伝の形に至るとその激しさ・複雑さが増し、そして極意や秘伝といった奥の形になると一転して静的な要素が強くなる、といった流派は多く、それは#芸術性で述べる「抑制の美的規範」に通ずる観念である。また初伝は、「表」であるとともに「奥義」であるとも言われる。それは、ある一つの形自体の表の域から奥の域への内的な変化であり、中伝以降を、初伝の応用・発展とし、表の形を千変万化させるための道筋として位置付けているが故の変化である（狭義の「守破離」）。実際、初伝の中に極意の一手が含まれている流派は少なくない。
形を実戦の模擬とした場合、前述のように初心から奥義（極意秘伝）へと連なる手合いがあるということ自体が非現実的なものとなり、実戦における複合的な、形以外の動きや変化には対応しきれないという欠点が露呈し、形骸そのものとなる。しかしながら、形は種々の実戦的闘争形態の中から次第に合理合法化され定型化されたものであるから、本来実戦の場で使われるべき形が、初心から奥義へと段階的・階層的になっているということは、その非現実性そのものが形の理論性を証明するものとみなさなければならない。
いわば形は、暗黙知（経験知・身体知）が極限まで形式知化された「理論」として、そこに存在しているのであり、さらに言い換えれば、形として想定された状況がどれだけ不合理なものであっても、その中で要求される体捌きや技術には、わずかな不合理性も許されないということである。

### 芸術性
古伝武芸における形は、いわゆる芸術作品に位置するものであり、作品にはその内容において精神的側面に裏付けられた形が開示されている。
形の構造として、個々の研鑽された動作や技法（＝機能美）と形全体のリズム（＝様式美）がその「美」を表面化させている。動作や技法には、「無常（刹那の美）」「雅」「幽玄」「渋み」「侘び寂び」「余情残心」といった、神道観や禅思想から影響を受けた日本特有の美意識が織り交ぜられており、流儀名や流儀歌、形名にまでその美意識が見受けられる。またリズムは、拍子や調子、強弱や緩急（序破急）、あるいは間合いのことであるが、古武道では"形を習得する際に部分的な反復練習が好まれない"と言われるほどに、その概念は重要な位置付けとなっている（なお「速さ」とは全く異なる別の概念である）。
いわばこれらは、機能を形式の内に秘めてしまい、さりげない動きの中に無限の力を秘めつつも、素朴さ静けさを求めるという「抑制の美的規範」が動いている（禅の影響が大きい）。それぞれの展開のなかに無駄な動きが削られて余白としての空間である間合いが認められる。これは、いわば水墨画における本質を極めた結果としての余白と捉えられ、これによって本質のみが象徴的に際立つことになる（本質美）。ここに、「わざ」が習熟してゆくにつれて、現象として現われる運動は見た目にすっきりとした簡潔なものにならなければならないという、簡潔さに「美」を見出す日本人の美意識が作用している。
このように、強さやインパクトといった"量的"要素ではなく、"質的"要素としての運動の簡潔性や極め・冴え、流れるような運動の流動性といった、文芸や能楽において形成された「抑制の美的規範」を、武芸の内に取り込み文化的価値を創造したわけである。しかし武芸の発生源はあくまでも戦技であること、そして対人性がその基本にあることから、古武道における形はただ動きが洗練されていて美しいという「抑制の美的規範」だけには収まらない特徴を持っている。形を見ている第三者（観照者）よりも、まず戦う相手に対して「わざが利く」ことが肝要となる。つまり、「静から動」への転換として「勢い」のある爆発的なエネルギーの発出、そして「わざ」の「のび」から「冴え」への運動の顕現、「わざ」の終末には次の局面へ備えるために、再び「動から静」へと復す必要がある。観照者の側から見れば、この「静から動」への爆発的な転換と、動中の「のび」、そして終局における「冴え」から「極め」への「静」への転換と「収束」。その間に際立つ「わざ」の切れ味・ダイナミックさが、武芸における形の美として演出されている。
また「抑制の美的規範」は、目的にかない、効率的で経済的な方向に傾斜していくという本来の「技術の傾斜性」という性質すらも抑制している傾向にある。すなわち"何でもいいから勝てばよい"という目的とその目的に対する効率性を犠牲にしてまでも、"見事に美しく勝つこと"を目指す方向に向かっていく傾向があるということであり、それは現代武道の試合における「一本」という概念にも影響を与えている。

### 懸念
古武道における形稽古は、決して形の習得そのものが修行の最終目的ではない。それを如何に応用し、実戦の場で活かすかが問題となる。
形稽古において最も懸念される点は、
とあるように、修行本来の意味を見失った結果として、所作に執着し、形の中身がなくなる「形骸化」である。
そこで剣術や柔術、槍術などでは、形稽古におけるこの形骸化の懸念を払拭することを目的として、江戸時代中期に打ち込み稽古や乱取り（地稽古）が導入された。そして形で理合を覚え、試合で技前を磨く、という役割の分化が見られるようになった。しかし、後にこれらの試合形式がことのほか隆盛したことで、形稽古を疎かにする流派が現れるようになるなど、本末転倒な事態を生むことにもなる（詳しくは#江戸時代を参照）。この修行方法の変化については、当時一刀流内において、その得失が議論されたことでも知られている。
その後西洋スポーツが輸入されると、これらの試合形式は現代武道として新たな地位を獲得し、競技化の一途を辿った。現在では、一部流派を除き、試合形式は古武道と分離されたに等しい。

## 伝承方法

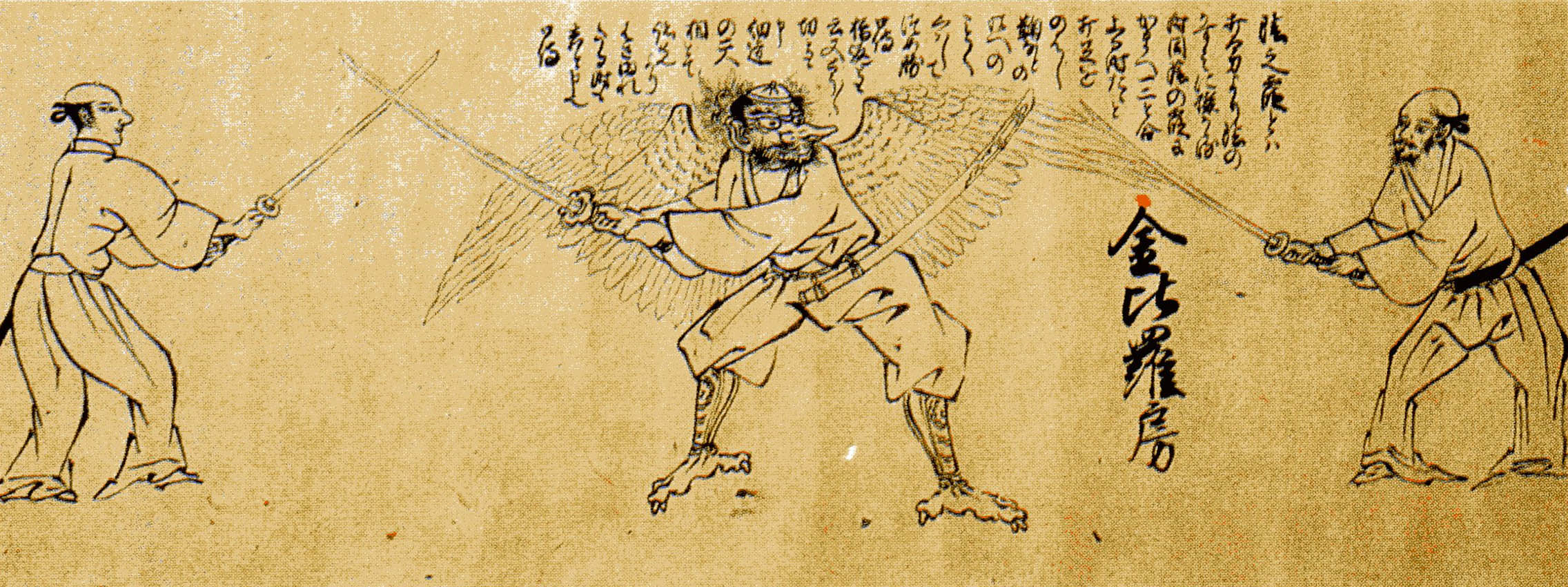
新陰流兵法目録事（柳生宗厳が能楽師の金春流第六十三世金春七郎氏勝に与えた伝書とされる（1601年））

古武道の多くは、技術の進歩段階や人格を見て各種の許しを発行した。例として、天然理心流剣術では、まず切紙免許、次いで目録、中極意、免許、指南免許という順番であり、各段階で形の目録や流儀の秘訣、流儀の由来などが書かれた伝書が与えられた。指南免許を得た者は独立し、新たな師匠となることができた。
また多くの流派では入門時に入門の儀式を行い、流儀の掟が書かれた誓詞に血判をおこっていた（起請文）。誓詞の内容は多くの流派で共通しており、免許を得るまで親兄弟といえども流儀の内容を教えない、許可を得ずに指導しない、他流批判をおこなわない、天下の御政道を守る等であり、最後に以上の誓いを破った者には神罰が下ると書かれていた。また現代武道で多く見られる号令による集団指導はおこなわれず、もっぱら個人指導であった。現在では古来のままの伝授形式を墨守している流派は少なくなり、現代武道的な段級位制や集団指導方法を取り入れている流派も存在する。
また本来は門外不出と言えども、現代において流儀の内容を隠す必要性は薄れているため、流儀の宣伝や技術研究の推進などの目的から、書籍や映像などでその内容や理合いを詳細に公開している流派は少なくない。そのため、あくまでも勝手に流儀の直伝を名乗ったり他人に指導したりしないことを条件とした上で、特定の流儀に入門せず（師匠につかず）個人的に流儀を学ぶことは、容認されている傾向にある。この形のパブリックドメイン化とも言える傾向は、古くは明治初期の警視流が制定されたころから見られている。

### 宗家・家元
基本的には、古武道の指導者である一人の師匠が一子相伝すると言うことは珍しく、多くの師範を育てる場合が多かった（ただしある段階以上は一族や近しい者にのみ伝える場合も見られた）。指南許可を得れば自由に弟子を取って教えて良いとする流派や、免許を発行して良いが、師匠の許可を取る必要があるとする流派など様々であった。ただ実際は現代と違い全国的な組織を作ることが困難であり、江戸で学んだ者が特に指導許可を得ずに故郷で指導した例も見られた。以上の理由により○○流△派などとして同一流派に多くの派がうまれた。
明治維新後、特に戦後は交通や通信の発展と多くの流派が衰退し同流多派が少なくなった事により、古武道の世界でも宗家（家元）制度が広まり、全国的な組織が作られる例も見られる。この制度の普及により、多くの流派では一流派・一系統につき一団体とし全国に支部を展開するという手法が取られ、宗家による師伝・直伝をもとに作法や技術の統一化が図られている。日本古武道協会では、古武道の保存・発展に貢献した宗家やそれに等しい師範代に対して、古武道功労者表彰を授与しているなど、古武道においても宗家は、その流儀に歴史性や正伝性が担保されるための重要な役割となっている（ただし俗悪な権威主義に陥いり、形骸化が進行する危険性もある）。
しかしその一方では、流派本家の同意を得ずに一方的に宗家を名乗ったり、所属流派の許可を得ずに分派して新たな団体を創設する、正式に免許が与えられていない（あるいは除名破門された）にもかかわらず勝手に流派を名乗り詐称するなどの問題も多く発生している。中には流派名の法人を登記したり、商標権を取得して、流派名の権利を主張したりする者もいる。これらの中には技術レベルの圧倒的低下が露見したり、逆に別系統批判が平然と行われていることもある。特に居合術の英信流系統では、昭和期に、一部で継承争いが勃発したことや、居合道の誕生で事態が複雑化したことにより、その傾向は顕著である。
これらを防ぐために、新たな制度を導入する例もある。例えば天真正伝香取神道流（本部系統）では、"許可なく香取神道流を名乗り、道場を開き段位や免状・巻物を発行する事例が後を絶たず、また香取神道流の型に似て非なるものを教授しているために、技術的水準を明確にし、正確な型を伝承する一環"として、平成29年に「審査制度」を導入した。

## 他の武術・スポーツとの違い

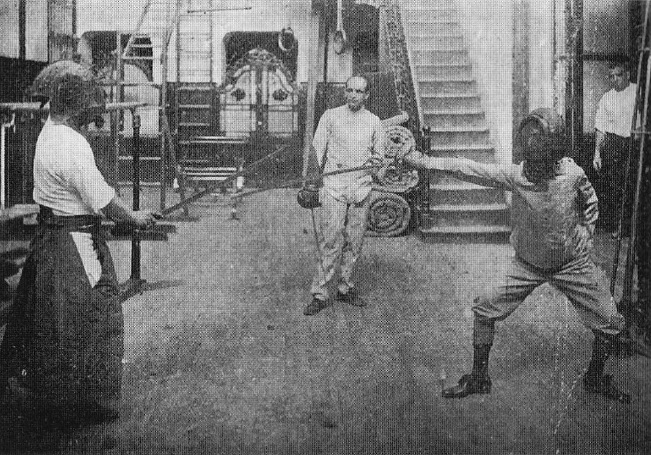
剣道 対 フェンシング

### 他の武術との違い
日本の古武道の中に中国武術の要素を指摘する研究もあるが、その影響は一部であり、基本的には国内の風土・時代状況の中ではぐくまれたものとするのが一般的な見解である。
まずその代表的な特徴として、動作が骨盤（東洋医学における丹田）を中心に派生しているという点がある。これは日本に限らず西洋以外の地域における伝統舞踊・武術では比較的多く見られる特徴であるが、中でも日本のそれらは特に顕著な部類に属し（歩法に明瞭）、体軸方向における重心の位置が非常に低い。
「かつての日本武術には現代の運動理論では扱われてこなかった身体操作や心理操作による身体技法が伝えられている」として古武道の動作や技法が研究されることもあり、甲野善紀はその第一人者である。甲野は古武道における身体操作の特徴を「捻らない、うねらない、溜めない（、踏ん張らない、蹴らない）」ところにあると指摘している（ただし甲野曰く、「正確にいえば捻らないように、うねらないように、タメを少なくという事で、全く捻ったり、うねったりしていないわけではありません」ともしている）。
また古武道では、武具の使用を基本としていることも大きな特徴である。それは、日本における古来からの武具に対する畏敬度の高さや、武具製造技術・鍛冶技術の高さ、帯刀という武士の文化により、武具に対する信頼度が高かったことに大きく関連している。ただし日本の武具は、殺傷力や防御力が高い一方で、比較的重量があり、加えて、日本人は元来華奢な体格である。そのため、必要最小限の力で効率的に身体を動かす・武器を扱う・相手を崩すことに修行の重点が置かれている。
身体の重心の低さも相まって、柔らかく飛び跳ねる、軽やかなステップを踏む、などの動作は基本的には見られず、武器を全方向に素早く振り回すような派手な動きも少ない。また蹴り技も少ない傾向にある。弓術の座射や居合術の座業、柔術の座捕りなどは、手足の動きを制限することにより必要最小限の力で身体を動かすことを学ぶ、日本独自の修行方法である。また前記の身体操作は軽い武器を扱う棒術（杖術）などにも派生しており、ほぼ同じ武器を扱う他国の棒術の多くとは、動きが質的に異なっている。それは#芸術性で述べた「抑制の美的規範」にも通ずる、一見すると地味とも言えるような、素朴で静けさのある動きである。
なお古武道が成立する以前（南北朝時代以前）の白兵戦においては、技術以上にまず、敏捷性の欠いた古式の甲冑を着用した状態で長大な武器を振り回せる体力と筋力が求められており、それは基本的には古武道と相容れない発想であった。ただし示現流や薬丸自顕流などに代表される一部流派では、逆にこの発想から見出された究極の形を伝えている。
素手での攻撃については、武具の使用を前提とした上で、武器を捨てたり脇差などを持った戦闘終盤の状態、すなわち至近距離に迫り、相手の身体を掴むなどのいわゆる「取っ組み合い」を想定している。そのため、徒手武術では当身以上に投げや崩しが多く含まれており、それが"柔"術と呼ばれるようになった由来でもある。またそのために受身は、徒手において身体的ダメージを軽減するための重要な技法となっている。
騎士と西洋剣術の関係のように、その伝承を主に担ったのが支配階級の武士であったため、格式が比較的高かったことも古武道の特色である。古武道が将軍家や大名家に「御流儀」として学ばれていたことや、「武芸上覧」という旗本が藩主に対して武技を披露する文化が存在したことは、その格式の高さを示す事例の一つである。剣道家の中野八十二は、剣術から現代剣道への推移について、「剣道というものは、御承知のように武士階級の盛んな封建時代に育ったもので、それがだんだんと発展してきて民主的になったといっても、まだそのような気分の抜けきれぬところが多くある。『俺は剣道をやっているのだ、俺はほかの者よりいいものをやっているのだ』という貴族的な、あるいは武士的な気持が多分に残っていたと思うのです」と述べている。
伝系が正確な点も特徴的である。もちろん、流祖を伝説上の著名な人物に仮託している、創始者が不明あるいはその存在を証明できない、といった場合については、古武道も決して例外ではない。しかしながら、現在に伝わる古武道流派の大半が、少なくとも江戸時代までその伝系を正確に辿ることが可能であり、このような事例は世界各国に存在する伝統武術の中でも稀有である。前述したように主に武士によってその伝承が担われていたことや、伝書（目録）の授与という慣習があったこと、近世当時の識字率が高い水準であったことなどが、その理由として考えられる。日本武術史研究家の綿谷雪は、1969年に『武芸流派大事典』を出版し、史実として残る数百もの古武道流派を体系的にまとめあげたが、それは伝承が全般的に正確でなければ不可能な所業であったとも言える。
礼法に重きを置く傾向は、日本文化には必ず見受けられる、広く周知された特徴の一つである。中でも古武道における礼法は、多くの流派で形の中に取り入れられ、技法と同様に研鑽・習得・継承されているという点が特徴的であり、それは神仏（先人）や武具への礼をも含む儀式的側面が強い。
また全体を通して、能楽、歌舞伎、日本舞踊などの伝統芸能と共通した動作が見られることが多いが、それは、日本人独自の身体的特徴や身体操作、美的感覚、宗教観、また相互の交流のためとも言われる。なお、日本人の身体的特徴として「骨盤後傾」が挙げられており、踵重心で猫背になりやすい傾向にあるとされるが、現代に伝わる古武道や伝統芸能では、「骨盤後傾」は一般的には好まれない姿勢であるため、これら芸道の身体操作をかつての日常動作の延長として捉えてはならないとする意見もある。

### スポーツとの違い
西洋スポーツとの形式的な違いとしては、#懸念においても述べたが、競技を本旨としていない点が挙げられる。この点については、古くから賛否両論であった。古武道の形稽古を主軸とした自由度・応用性に欠ける修行形式は、形骸化しやすく、使い手によっては無用の長物ともなり得る危険性がある。しかしその一方では、他者と優劣を競うことを修行の本旨としなかったからこそ、芸術分野や宗教観念と密接に繋がり、洗練され、「武芸」「武道」と称されるまでにその価値を高めたとも言える。
もちろん古武道には、騎射三物、通し矢、他流試合、竹刀稽古、乱取りなど、古くから競技形式の修行方法も存在したが、あくまでも競技とは無縁な形稽古を前提とした上での修行であった。ただし、竹刀稽古や乱取りは、当初は形稽古の補完的役割であったものの、後に主客が逆転し、そして現代武道へと推移していったことは、先に述べた通りである。
現代武道は、徐々に各種目がオリンピック競技に追加されていくなど、競技偏重になったことで本格的なスポーツ化が囁かれている。形稽古は未だ多くの種目で基礎となっているが、それまでもが競技のうちに取り込まれており（演武による試合）、その偏重性がうかがえる。なお大日本武徳会時代の武道は、指導者が皆、古武道諸流派を修めていたため、未だ競技化に対して否定的な意見が大半を占めており、流派という概念が消失したといえども、古武道との違いはさほどなかった。

## 海外から見た古武道
中里介山の著書『日本武術神妙記（続）』（1936年）には、以下の文章が引用されている。
明時代の鄭若曾が著述した江南經畧·卷八上に当時の日本人とその武術について記されている。現代語訳としては、「日本人の刀術はまるで神の如しである。我々の明兵は彼らを見れば皆身がすくみ逃げ腰になる｡ 刀術に優れているが、刀術だけでなく飛び道具の扱いも我が銃兵と互角である｡ 弓の扱いも我が弓兵と互角､そのほかあらゆる兵科と比べて不足が見つからない｡ 本当に日本人は戦闘民族である｡その家には刀を持たぬものは無く､ 子供の頃から剣術を鍛えられはじめ､壮年に至れば手に負えなくなる（中略）接近戦は日本人に一方的に有利で明兵では相手にならない｡ 日本人を有効的に殺せるのは火器のみである｡ であるにも拘らず､多くの鳥銃手を擁している場合でも勝てないのは外でもない｡ 日本人は戦いに臨んで命を忘れるが､我が明兵は戦いに臨んで恐れて逃げるため､ その鉛子は地に堕ち､あるいは薬線が法なく､手震え､目眩み､天を仰いで空しく発射する為である｡」
一方こちらは、フランス人宣教師のジャン・クラッセ（1618 - 1692）から見た当時の日本人とその武術について記されている。
いずれも、日本刀に対して賛辞を贈り、また日本人が「武」を好む人種であるとも記している。ただしここで両者が述べている日本人とは、明らかに武士のことであり、武士の生活様式を垣間見たことで、日本人が皆このような生活を送っていると勘違いしたようである（それにしても、「日本人＝戦いを好む」という同様の記述は戦前まで多数見られていた）。
リュミエール社から稲畑勝太郎が連れてきた撮影技師、コンスタン・ジレルは、1897年、京都市岡崎の博覧会館前にて、当時の伝承者が一刀流（小野派一刀流とする情報もあるが、所作は北辰一刀流に近い）の形を披露している様子を映像に記録した。これは日本武術を収めた映像として最古に近く、京都を写した最古の映像でもある（著作権は消失しているため、YouTubeなどで閲覧可能）。

## 武芸十八般
合戦で戦うための技芸を武芸といった。これが基になり、柔術や剣術などが生まれた。
「武芸十八般」とは、もとは江戸時代初期に中国から伝わった言葉（十八般兵器）に由来するが、近世において武門に生きる者が修得すべきとされた18種類の武技の総称であるという。この18の武技の内容は時代や集団により異なっているが、概ね下記の18分類にまとめられる。いずれにおいても弓道が筆頭武道である。武士の世界で「弓馬の道（きゅうばのみち）」が武道そのものを表す言葉であるとおり、「武士の魂」といわれる刀剣以上に、弓と馬は上位にあり武道で重要視されている。また、戦国の戦乱の世においては刀よりも槍が実戦的優位であるため上位にある。1から4まではほぼ固定であるが、日本泳法以下は、立場により順序に異同がある場合がある。
1. 弓術・半弓術
2. 馬術・騎馬術・軍馬術
3. 槍術
4. 剣術
5. 水術（泳法術）・泅水術・水練・踏水術・游泳術
6. 居合術・抜刀術
7. 短刀術・小具足・脇差・小太刀術
8. 十手術・鉄扇術・鉄鞭術
9. 銑鋧術
10. 含針術・吹矢術
11. 薙刀術・長巻術
12. 砲術・棒火矢術
13. 捕手術・捕縄術
14. 柔術・和術・拳法・体術・組討・合気
15. 杖術・棒術
16. 鎖鎌術・契木術・分銅鎖
17. 錑術
18. 隠形術（しのび）

上記以外の武芸（二丁鎌や陣螺術など）は武芸一覧を参照。